# Première circonscription de la Loire
La première  circonscription de la Loire est l'une des sept circonscriptions législatives françaises que compte le département de la Loire (42) situé en région Auvergne-Rhône-Alpes.

## Description géographique et démographique

### De 1958 à 1986
La première  circonscription de la Loire était composée de :
- canton de Saint-Étienne-Nord-Est
- canton de Saint-Étienne-Nord-Ouest

Source : Journal Officiel du 14-15 Octobre 1958.

### De 1988 à 2012
La première  circonscription de la Loire est délimitée par le découpage électoral de la loi no 86-1197 du 24 novembre 1986
, elle regroupe les divisions administratives suivantes : 
- canton de Saint-Étienne-Nord-Est-1
- canton de Saint-Étienne-Nord-Est-2
- canton de Saint-Étienne-Nord-Ouest-1
- canton de Saint-Étienne-Nord-Ouest-2.

D'après le recensement général de la population en 1999, réalisé par l'INSEE, la population totale de cette circonscription est estimée à 111 405 habitants,.

### De 2012 à 2015
À compter du découpage électoral de 2010, elle regroupe les cantons suivants :
- Saint-Étienne-Nord-Est-I,
- Saint-Étienne-Nord-Est-II,
- Saint-Étienne-Nord-Ouest-I,
- Saint-Étienne-Nord-Ouest-II.

### À compter de 2015
À la suite du redécoupage des cantons de 2014, les circonscriptions législatives ne sont plus composées de cantons entiers mais continuent à être définies selon les limites cantonales en vigueur en 2010. Elle est ainsi composée des cantons actuels suivants :
- Saint-Étienne-1 (Îlot Grüner),
- Saint-Étienne-3 (sauf partie des quartiers Montaud et Hôtel de Ville),
- Saint-Étienne-4 (sauf quartier Châteaucreux)
- Saint-Étienne-5 (sauf quartier Monthieu)

## Historique des députations
| Législature | Début de mandat | Fin de mandat  | Député                  | Parti politique | Observations                                                                           |
| ----------- | --------------- | -------------- | ----------------------- | --------------- | -------------------------------------------------------------------------------------- |
| IXe         | 23 juin 1988    | 1er avril 1993 | Jean-Pierre Philibert   | UDF             |                                                                                        |
| Xe          | 2 avril 1993    | 21 avril 1997  | Jean-Pierre Philibert , | UDF,            | Mandat écourté à la suite d'une dissolution parlementaire décidée par Jacques Chirac.  |
| XIe         | 12 juin 1997    | 18 juin 2002   | Gérard Lindeperg        | PS              |                                                                                        |
| XIIe        | 19 juin 2002    | 19 juin 2007   | Gilles Artigues,        | UDF,            |                                                                                        |
| XIIIe       | 20 juin 2007    | 19 juin 2012   | Régis Juanico           | PS              |                                                                                        |
| XIVe        | 20 juin 2012    | 20 juin 2017   | Régis Juanico           | PS              |                                                                                        |
| XVe         | 21 juin 2017    | 21 juin 2022   | Régis Juanico           | PS G.s          |                                                                                        |
| XVIe        | 22 juin 2022    | 9 juin 2024    | Quentin Bataillon       | RE              | Mandat écourté à la suite d'une dissolution parlementaire décidée par Emmanuel Macron. |
| XVIIe       | 8 juillet 2024  | En cours       | Pierrick Courbon        | PS              |                                                                                        |

## Historique des élections

### Élections de 1958
| Candidat       | Candidat                | Parti          | Premier tour | Premier tour | Second tour | Second tour |  |
| Candidat       | Candidat                | Parti          | Voix         | %            | Voix        | %           |  |
| -------------- | ----------------------- | -------------- | ------------ | ------------ | ----------- | ----------- |  |
|                | Michel Durafour         | CR             | 9 730        | 25,32        | 10 642      | 26,74       |  |
|                | Jean-Louis Chazelle élu | MRP            | 9 282        | 24,15        | 13 434      | 33,76       |  |
|                | Michel Soulié           | Radsoc         | 8 061        | 20,98        | 7 629       | 19,17       |  |
|                | Marcel Thibaud          | PCF            | 7 997        | 20,81        | 8 089       | 20,33       |  |
|                | Marcel Boute            | Extrême droite | 3 360        | 8,74         | Retrait     | Retrait     |  |
|                |                         |                |              |              |             |             |  |
| Inscrits       | Inscrits                | Inscrits       | 55 273       | 100,00       | 55 271      | 100,00      |  |
| Abstentions    | Abstentions             | Abstentions    | 16 066       | 29,07        | 14 968      | 27,08       |  |
| Votants        | Votants                 | Votants        | 39 207       | 70,93        | 40 303      | 72,92       |  |
| Blancs et nuls | Blancs et nuls          | Blancs et nuls | 777          | 1,98         | 509         | 1,26        |  |
| Exprimés       | Exprimés                | Exprimés       | 38 430       | 98,02        | 39 794      | 98,74       |  |

Le suppléant de Jean-Louis Chazelle était Lucien Carlen.

### Élections de 1962
| Candidat       | Candidat                      | Parti          | Premier tour | Premier tour | Second tour | Second tour |  |
| Candidat       | Candidat                      | Parti          | Voix         | %            | Voix        | %           |  |
| -------------- | ----------------------------- | -------------- | ------------ | ------------ | ----------- | ----------- |  |
|                | Alexandre de Fraissinette élu | Radsoc         | 9 444        | 27,3         | 24 238      | 67,47       |  |
|                | Marcel Thibaud                | PCF            | 8 564        | 24,76        | Retrait     | Retrait     |  |
|                | Stéphane Rosaz                | UNR-UDT        | 7 437        | 21,5         | 11 685      | 32,53       |  |
|                | Jean-Louis Chazelle sortant   | MRP            | 5 011        | 14,49        | Retrait     | Retrait     |  |
|                | Auguste Routier               | SFIO           | 1 905        | 5,51         | Retrait     | Retrait     |  |
|                | Marc Coste                    | PSU            | 1 444        | 4,17         |             |             |  |
|                | Maurice Peyrache              | Divers         | 789          | 2,28         |             |             |  |
|                |                               |                |              |              |             |             |  |
| Inscrits       | Inscrits                      | Inscrits       | 55 876       | 100,00       | 55 876      | 100,00      |  |
| Abstentions    | Abstentions                   | Abstentions    | 20 733       | 37,11        | 19 084      | 34,15       |  |
| Votants        | Votants                       | Votants        | 35 143       | 62,89        | 36 792      | 65,85       |  |
| Blancs et nuls | Blancs et nuls                | Blancs et nuls | 549          | 1,56         | 869         | 2,36        |  |
| Exprimés       | Exprimés                      | Exprimés       | 34 594       | 98,44        | 35 923      | 97,64       |  |

Le suppléant d'Alexandre de Fraissinette était le Docteur Bernard Muller, médecin des hôpitaux, conseiller municipal de Saint-Étienne.

### Élections de 1967
| Candidat       | Candidat            | Parti          | Premier tour | Premier tour | Second tour | Second tour |  |
| Candidat       | Candidat            | Parti          | Voix         | %            | Voix        | %           |  |
| -------------- | ------------------- | -------------- | ------------ | ------------ | ----------- | ----------- |  |
|                | Michel Durafour élu | CR (PDM)       | 15 147       | 37,6         | 23 948      | 59,37       |  |
|                | Michel Olagnier     | PCF            | 11 823       | 29,35        | 16 392      | 40,63       |  |
|                | Antoine Chalandon   | UD-Ve          | 8 459        | 21           | Retrait     | Retrait     |  |
|                | Marcel Pierre       | PSU            | 4 855        | 12,05        |             |             |  |
|                |                     |                |              |              |             |             |  |
| Inscrits       | Inscrits            | Inscrits       | 55 359       | 100,00       | 55 359      | 100,00      |  |
| Abstentions    | Abstentions         | Abstentions    | 14 325       | 25,88        | 13 912      | 25,13       |  |
| Votants        | Votants             | Votants        | 41 034       | 74,12        | 41 447      | 74,87       |  |
| Blancs et nuls | Blancs et nuls      | Blancs et nuls | 750          | 1,83         | 1 107       | 2,67        |  |
| Exprimés       | Exprimés            | Exprimés       | 40 284       | 98,17        | 40 340      | 97,33       |  |

Le suppléant de Michel Durafour était Jean Paturel, commerçant, adjoint au maire de Saint-Étienne.

### Élections de 1968
| Candidat       | Candidat                      | Parti          | Premier tour | Premier tour | Second tour | Second tour |  |
| Candidat       | Candidat                      | Parti          | Voix         | %            | Voix        | %           |  |
| -------------- | ----------------------------- | -------------- | ------------ | ------------ | ----------- | ----------- |  |
|                | Michel Durafour sortant réélu | CR (PDM)       | 13 662       | 35,43        | 16 163      | 42,57       |  |
|                | Lucien Nicolas                | UDR (URP)      | 11 098       | 28,78        | 10 491      | 27,63       |  |
|                | Michel Olagnier               | PCF            | 9 977        | 25,87        | 11 317      | 29,8        |  |
|                | Huguette Bouchardeau          | PSU            | 3 205        | 8,31         |             |             |  |
|                | Michel Moulard                | Modérés        | 619          | 1,61         |             |             |  |
|                |                               |                |              |              |             |             |  |
| Inscrits       | Inscrits                      | Inscrits       | 54 414       | 100,00       | 54 414      | 100,00      |  |
| Abstentions    | Abstentions                   | Abstentions    | 15 506       | 28,5         | 16 076      | 29,54       |  |
| Votants        | Votants                       | Votants        | 38 908       | 71,5         | 38 338      | 70,46       |  |
| Blancs et nuls | Blancs et nuls                | Blancs et nuls | 347          | 0,89         | 367         | 0,96        |  |
| Exprimés       | Exprimés                      | Exprimés       | 38 561       | 99,11        | 37 971      | 99,04       |  |

Le suppléant de Michel Durafour était Pierre-Roger Gaussin, directeur du collège littéraire universitaire de Saint-Étienne.

### Élections de 1973
| Candidat       | Candidat                      | Parti          | Premier tour | Premier tour | Second tour | Second tour |  |
| Candidat       | Candidat                      | Parti          | Voix         | %            | Voix        | %           |  |
| -------------- | ----------------------------- | -------------- | ------------ | ------------ | ----------- | ----------- |  |
|                | Michel Durafour sortant réélu | CR (PDM)       | 16 715       | 43,57        | 23 266      | 60,59       |  |
|                | Maurice Théolet               | PCF            | 8 695        | 22,67        | 15 134      | 39,41       |  |
|                | Bernard Fournier              | UDR (URP)      | 4 923        | 12,83        |             |             |  |
|                | Philippe Diamantidis          | PS (UGSD)      | 4 628        | 12,06        |             |             |  |
|                | Huguette Bouchardeau          | PSU            | 1 724        | 4,49         |             |             |  |
|                | Richard Ollagnier             | FN             | 1 003        | 2,61         |             |             |  |
|                | Gérard Masip                  | LO             | 673          | 1,75         |             |             |  |
|                |                               |                |              |              |             |             |  |
| Inscrits       | Inscrits                      | Inscrits       | 52 904       | 100,00       | 52 904      | 100,00      |  |
| Abstentions    | Abstentions                   | Abstentions    | 13 997       | 26,46        | 13 441      | 25,41       |  |
| Votants        | Votants                       | Votants        | 38 907       | 73,54        | 39 463      | 74,59       |  |
| Blancs et nuls | Blancs et nuls                | Blancs et nuls | 546          | 1,4          | 1 063       | 2,69        |  |
| Exprimés       | Exprimés                      | Exprimés       | 38 361       | 98,6         | 38 400      | 97,31       |  |

Le suppléant de Michel Durafour était Pierre-Roger Gaussin. Pierre-Roger Gaussin remplaça Michel Durafour, nommé membre du gouvernement, du 29 juin 1974 au 2 avril 1978.

### Élections de 1978
| Candidat       | Candidat                      | Parti          | Premier tour | Premier tour | Second tour | Second tour |  |
| Candidat       | Candidat                      | Parti          | Voix         | %            | Voix        | %           |  |
| -------------- | ----------------------------- | -------------- | ------------ | ------------ | ----------- | ----------- |  |
|                | Michel Durafour sortant réélu | UDF (Rad)      | 15 438       | 35,54        | 23 764      | 52,82       |  |
|                | Marc Bruyère                  | PCF            | 11 121       | 25,6         | 21 230      | 47,18       |  |
|                | Michel Grossmann              | MRG            | 7 854        | 18,08        | Retrait     | Retrait     |  |
|                | Lucien Nicolas                | RPR            | 4 457        | 10,26        |             |             |  |
|                | Marie-Françoise Brodhag       | Écologie 78    | 1 542        | 3,55         |             |             |  |
|                | Jean-Paul Petit               | Extrême droite | 1 113        | 2,56         |             |             |  |
|                | Huguette Bouchardeau          | PSU (FA)       | 540          | 1,24         |             |             |  |
|                | Michel Petiot                 | LO             | 393          | 0,9          |             |             |  |
|                | Michèle Richoux               | Divers         | 391          | 0,9          |             |             |  |
|                | Georges Lamotte               | FN             | 290          | 0,67         |             |             |  |
|                | Sigrid Duraj                  | LCR            | 236          | 0,54         |             |             |  |
|                | Jacques Faubert               | UOPDP          | 67           | 0,15         |             |             |  |
|                |                               |                |              |              |             |             |  |
| Inscrits       | Inscrits                      | Inscrits       | 56 109       | 100,00       | 56 109      | 100,00      |  |
| Abstentions    | Abstentions                   | Abstentions    | 12 096       | 21,56        | 9 794       | 17,46       |  |
| Votants        | Votants                       | Votants        | 44 013       | 78,44        | 46 315      | 82,54       |  |
| Blancs et nuls | Blancs et nuls                | Blancs et nuls | 571          | 1,3          | 1 321       | 2,85        |  |
| Exprimés       | Exprimés                      | Exprimés       | 43 442       | 98,7         | 44 994      | 97,15       |  |

Le suppléant de Michel Durafour était Jean-Pierre Viallard.

### Élections de 1981
| Candidat       | Candidat                | Parti              | Premier tour | Premier tour | Second tour | Second tour |  |
| Candidat       | Candidat                | Parti              | Voix         | %            | Voix        | %           |  |
| -------------- | ----------------------- | ------------------ | ------------ | ------------ | ----------- | ----------- |  |
|                | Michel Durafour sortant | UDF (Rad)          | 11 732       | 33,91        | 19 195      | 49,36       |  |
|                | Paul Chomat élu         | PCF                | 8 491        | 24,54        | 19 689      | 50,64       |  |
|                | Huguette Bouchardeau    | PSU (PS)           | 8 365        | 24,18        | Retrait     | Retrait     |  |
|                | Martine Victoire        | RPR (UNM)          | 3 432        | 9,92         |             |             |  |
|                | Michel Grossmann        | Divers gauche (CG) | 1 428        | 4,13         |             |             |  |
|                | Françoise Reynaud       | MÉP                | 905          | 2,62         |             |             |  |
|                | Michel Petiot           | LO                 | 247          | 0,71         |             |             |  |
|                |                         |                    |              |              |             |             |  |
| Inscrits       | Inscrits                | Inscrits           | 57 285       | 100,00       | 57 285      | 100,00      |  |
| Abstentions    | Abstentions             | Abstentions        | 22 341       | 39           | 17 007      | 29,69       |  |
| Votants        | Votants                 | Votants            | 34 944       | 61           | 40 278      | 70,31       |  |
| Blancs et nuls | Blancs et nuls          | Blancs et nuls     | 344          | 0,98         | 1 394       | 3,46        |  |
| Exprimés       | Exprimés                | Exprimés           | 34 600       | 99,02        | 38 884      | 96,54       |  |

Le suppléant de Paul Chomat était Joseph Sanguedolce, maire de Saint-Étienne.

### Élections de 1988
| Candidat       | Candidat                  | Parti                      | Premier tour | Premier tour | Second tour | Second tour |  |
| Candidat       | Candidat                  | Parti                      | Voix         | %            | Voix        | %           |  |
| -------------- | ------------------------- | -------------------------- | ------------ | ------------ | ----------- | ----------- |  |
|                | Jean-Pierre Philibert élu | UDF (PR) (URC)             | 10 694       | 28,28        | 20 203      | 47,15       |  |
|                | Pierre-Roger Gaussin      | Divers gauche (Maj. prés.) | 9 484        | 25,08        | 12 061      | 28,15       |  |
|                | Paul Chomat sortant       | PCF                        | 8 802        | 23,27        | 10 581      | 24,7        |  |
|                | Guy Despert               | FN                         | 5 485        | 14,5         |             |             |  |
|                | Jean-Paul Petit           | Divers droite              | 2 570        | 6,8          |             |             |  |
|                | Michel Grossmann          | Divers                     | 573          | 1,52         |             |             |  |
|                | Jean Salichon             | PSU                        | 210          | 0,56         |             |             |  |
|                |                           |                            |              |              |             |             |  |
| Inscrits       | Inscrits                  | Inscrits                   | 68 990       | 100,00       | 68 993      | 100,00      |  |
| Abstentions    | Abstentions               | Abstentions                | 30 535       | 44,26        | 25 452      | 36,89       |  |
| Votants        | Votants                   | Votants                    | 38 455       | 55,74        | 43 541      | 63,11       |  |
| Blancs et nuls | Blancs et nuls            | Blancs et nuls             | 637          | 1,66         | 696         | 1,6         |  |
| Exprimés       | Exprimés                  | Exprimés                   | 37 818       | 98,34        | 42 845      | 98,4        |  |

Le suppléant de Jean-Pierre Philibert était Lucien Nicolas, RPR.

### Élections de 1993
| Candidat       | Candidat                            | Parti          | Premier tour | Premier tour | Second tour | Second tour |  |
| Candidat       | Candidat                            | Parti          | Voix         | %            | Voix        | %           |  |
| -------------- | ----------------------------------- | -------------- | ------------ | ------------ | ----------- | ----------- |  |
|                | Jean-Pierre Philibert sortant réélu | UDF (PR)       | 15 166       | 36,71        | 21 773      | 67,9        |  |
|                | Gérard Tournaire                    | FN             | 7 873        | 19,06        | 10 293      | 32,1        |  |
|                | Gérard Lindeperg                    | PS (ADFP)      | 6 301        | 15,25        |             |             |  |
|                | Paul Chomat                         | PCF            | 5 749        | 13,92        |             |             |  |
|                | Gérard Payre                        | GÉ (EÉ)        | 3 234        | 7,83         |             |             |  |
|                | Marie-Thérèse Patural               | Divers droite  | 1 731        | 4,19         |             |             |  |
|                | Gérard Massouline                   | LT-LNÉ         | 1 259        | 3,05         |             |             |  |
|                |                                     |                |              |              |             |             |  |
| Inscrits       | Inscrits                            | Inscrits       | 69 493       | 100,00       | 69 535      | 100,00      |  |
| Abstentions    | Abstentions                         | Abstentions    | 26 502       | 38,14        | 30 269      | 43,53       |  |
| Votants        | Votants                             | Votants        | 42 991       | 61,86        | 39 266      | 56,47       |  |
| Blancs et nuls | Blancs et nuls                      | Blancs et nuls | 1 678        | 3,9          | 7 200       | 18,34       |  |
| Exprimés       | Exprimés                            | Exprimés       | 41 313       | 96,1         | 32 066      | 81,66       |  |

Le suppléant de Jean-Pierre Philibert était le Docteur Hubert Pouquet, conseiller général, maire de Villars.

### Élections de 1997
| Candidat       | Candidat                      | Parti          | Premier tour | Premier tour | Second tour | Second tour |  |
| Candidat       | Candidat                      | Parti          | Voix         | %            | Voix        | %           |  |
| -------------- | ----------------------------- | -------------- | ------------ | ------------ | ----------- | ----------- |  |
|                | Jean-Pierre Philibert sortant | UDF (PR)       | 11 293       | 27,89        | 18 256      | 40,04       |  |
|                | Gérard Lindeperg élu          | PS             | 11 062       | 27,32        | 20 012      | 43,89       |  |
|                | Gérard Tournaire              | FN             | 9 614        | 23,74        | 7 332       | 16,08       |  |
|                | Alain Pecel                   | PCF            | 4 243        | 10,48        |             |             |  |
|                | Yves Scaviner                 | MÉI            | 1 280        | 3,16         |             |             |  |
|                | Guy Largeron                  | LO             | 1 200        | 2,96         |             |             |  |
|                | Marie-Joëlle Moreau           | MPF (LDI)      | 1 082        | 2,67         |             |             |  |
|                | Pascale Faure                 | MDC            | 722          | 1,78         |             |             |  |
|                |                               |                |              |              |             |             |  |
| Inscrits       | Inscrits                      | Inscrits       | 67 822       | 100,00       | 67 822      | 100,00      |  |
| Abstentions    | Abstentions                   | Abstentions    | 25 694       | 37,88        | 20 993      | 30,95       |  |
| Votants        | Votants                       | Votants        | 42 128       | 62,12        | 46 829      | 69,05       |  |
| Blancs et nuls | Blancs et nuls                | Blancs et nuls | 1 632        | 3,87         | 1 229       | 2,62        |  |
| Exprimés       | Exprimés                      | Exprimés       | 40 496       | 96,13        | 45 600      | 97,38       |  |

Le suppléant de Gérard Lindeperg était Jean Hugon, maire de Roche-la-Molière, conseiller général du canton de Saint-Étienne-Nord-Oues-2, retraité de la Société de secours minière de la Loire.

### Élections de 2002
| Candidat       | Candidat                 | Parti            | Premier tour | Premier tour | Second tour | Second tour |  |
| Candidat       | Candidat                 | Parti            | Voix         | %            | Voix        | %           |  |
| -------------- | ------------------------ | ---------------- | ------------ | ------------ | ----------- | ----------- |  |
|                | Gérard Lindeperg sortant | PS (PCF)         | 13 923       | 35,44        | 16 998      | 48,14       |  |
|                | Gilles Artigues élu      | UDF (UMP, CNI)   | 12 942       | 32,94        | 18 312      | 51,86       |  |
|                | Charles Perrot           | FN               | 6 703        | 17,06        |             |             |  |
|                | Edmond Hubé              | Divers droite    | 1 965        | 5            |             |             |  |
|                | Guy Laforie              | Pôle républicain | 1 650        | 4,2          |             |             |  |
|                | Maryse Carret            | LCR              | 650          | 1,65         |             |             |  |
|                | Christian Lachal         | MHAN             | 441          | 1,12         |             |             |  |
|                | Laurence Di Gusto        | LO               | 429          | 1,09         |             |             |  |
|                | Raymonde Martin          | MNR              | 323          | 0,82         |             |             |  |
|                | Anne Journaud            | CPNT             | 261          | 0,66         |             |             |  |
|                | Alain Pecel              | PCF              | 2            | 0,01         |             |             |  |
|                |                          |                  |              |              |             |             |  |
| Inscrits       | Inscrits                 | Inscrits         | 66 492       | 100,00       | 66 492      | 100,00      |  |
| Abstentions    | Abstentions              | Abstentions      | 26 566       | 39,95        | 30 008      | 45,13       |  |
| Votants        | Votants                  | Votants          | 39 926       | 60,05        | 36 484      | 54,87       |  |
| Blancs et nuls | Blancs et nuls           | Blancs et nuls   | 637          | 1,6          | 1 174       | 3,22        |  |
| Exprimés       | Exprimés                 | Exprimés         | 39 289       | 98,4         | 35 310      | 96,78       |  |

Le suppléant de Gilles Artigues était Robert Karulak, enseignant, de Saint-Étienne.

### Élections de 2007
| Candidat       | Candidat                | Parti               | Premier tour | Premier tour | Second tour | Second tour |  |
| Candidat       | Candidat                | Parti               | Voix         | %            | Voix        | %           |  |
| -------------- | ----------------------- | ------------------- | ------------ | ------------ | ----------- | ----------- |  |
|                | Françoise Grossetête    | UMP                 | 12 937       | 35,06        | 17 373      | 47,87       |  |
|                | Régis Juanico élu       | PS                  | 7 969        | 21,59        | 18 922      | 52,13       |  |
|                | Gilles Artigues sortant | UDF–MoDem           | 7 678        | 20,81        |             |             |  |
|                | Charles Perrot          | FN                  | 2 151        | 5,83         |             |             |  |
|                | Alain Pecel             | PCF                 | 2 123        | 5,75         |             |             |  |
|                | Catherine Herbertz      | Les Verts           | 936          | 2,54         |             |             |  |
|                | Florence Hirsch         | LCR                 | 899          | 2,44         |             |             |  |
|                | Gérard Tournaire        | MPF                 | 405          | 1,1          |             |             |  |
|                | Christine Calandra      | Extrême gauche (GA) | 327          | 0,89         |             |             |  |
|                | Rachid Oulmi            | Divers              | 267          | 0,72         |             |             |  |
|                | Jean-Philippe Arsac     | MHAN                | 246          | 0,67         |             |             |  |
|                | Sauveur Cuadros         | LO                  | 239          | 0,65         |             |             |  |
|                | Farida Bacha            | MRC                 | 227          | 0,62         |             |             |  |
|                | Pierre Bonnefoy         | Divers              | 170          | 0,46         |             |             |  |
|                | Andrée Mary             | MNR                 | 154          | 0,42         |             |             |  |
|                | Yves Scaviner           | Divers              | 96           | 0,26         |             |             |  |
|                | Marie-Christine Plasse  | Divers              | 79           | 0,21         |             |             |  |
|                |                         |                     |              |              |             |             |  |
| Inscrits       | Inscrits                | Inscrits            | 68 932       | 100,00       | 68 931      | 100,00      |  |
| Abstentions    | Abstentions             | Abstentions         | 31 563       | 45,79        | 31 493      | 45,69       |  |
| Votants        | Votants                 | Votants             | 37 369       | 54,21        | 37 438      | 54,31       |  |
| Blancs et nuls | Blancs et nuls          | Blancs et nuls      | 466          | 1,25         | 1 143       | 3,05        |  |
| Exprimés       | Exprimés                | Exprimés            | 36 903       | 98,75        | 36 295      | 96,95       |  |

### Élections de 2012
| Candidat       | Candidat                    | Parti                         | Premier tour | Premier tour | Second tour | Second tour |  |
| Candidat       | Candidat                    | Parti                         | Voix         | %            | Voix        | %           |  |
| -------------- | --------------------------- | ----------------------------- | ------------ | ------------ | ----------- | ----------- |  |
|                | Régis Juanico sortant réélu | PS                            | 15 274       | 41,79        | 19 357      | 57,45       |  |
|                | Gilles Artigues             | MoDem (UMP)                   | 9 340        | 25,55        | 14 336      | 42,55       |  |
|                | Raphaëlle Jeanson           | RBM (FN)                      | 6 930        | 18,96        |             |             |  |
|                | Maryse Bianchin             | FG (PCF)                      | 2 102        | 5,75         |             |             |  |
|                | Dominique Joubert           | EÉLV                          | 1 109        | 3,03         |             |             |  |
|                | Éric Berlivet               | CNIP (LGM, AC, PCD, MPF, PLD) | 709          | 1,94         |             |             |  |
|                | Edmond Hubé                 | CpF (MoDem)                   | 407          | 1,11         |             |             |  |
|                | Clémentine Vignal           | NPA                           | 223          | 0,61         |             |             |  |
|                | Yann Nussbaum               | PVB                           | 187          | 0,51         |             |             |  |
|                | Romain Brossard             | LO                            | 143          | 0,39         |             |             |  |
|                | Évelyne Barge               | AÉI                           | 126          | 0,34         |             |             |  |
|                |                             |                               |              |              |             |             |  |
| Inscrits       | Inscrits                    | Inscrits                      | 67 997       | 100,00       | 67 995      | 100,00      |  |
| Abstentions    | Abstentions                 | Abstentions                   | 31 098       | 45,73        | 33 219      | 48,86       |  |
| Votants        | Votants                     | Votants                       | 36 899       | 54,27        | 34 776      | 51,14       |  |
| Blancs et nuls | Blancs et nuls              | Blancs et nuls                | 349          | 0,95         | 1 083       | 3,11        |  |
| Exprimés       | Exprimés                    | Exprimés                      | 36 550       | 99,05        | 33 693      | 96,89       |  |

### Élections de 2017
|                                                                          |                                                                           |                           |                           |                          |                          |
|                                                                          |                                                                           | Premier tour 11 juin 2017 | Premier tour 11 juin 2017 | Second tour 18 juin 2017 | Second tour 18 juin 2017 |
|                                                                          |                                                                           |                           |                           |                          |                          |
|                                                                          |                                                                           | Nombre                    | % des inscrits            | Nombre                   | % des inscrits           |
| Inscrits                                                                 | Inscrits                                                                  | 65 647                    | 100,00                    | 65 645                   | 100,00                   |
| Abstentions                                                              | Abstentions                                                               | 36 634                    | 55,80                     | 40 608                   | 61,86                    |
| Votants                                                                  | Votants                                                                   | 29 013                    | 44,20                     | 25 037                   | 38,14                    |
|                                                                          |                                                                           |                           | % des votants             |                          | % des votants            |
| Bulletins blancs                                                         | Bulletins blancs                                                          | 332                       | 1,14                      | 1 422                    | 5,68                     |
| Bulletins nuls                                                           | Bulletins nuls                                                            | 111                       | 0,38                      | 550                      | 2,20                     |
| Suffrages exprimés                                                       | Suffrages exprimés                                                        | 28 570                    | 98,47                     | 23 065                   | 92,12                    |
|                                                                          |                                                                           |                           |                           |                          |                          |
| Candidat Étiquette politique (partis et alliances)                       | Candidat Étiquette politique (partis et alliances)                        | Voix                      | % des exprimés            | Voix                     | % des exprimés           |
|                                                                          |                                                                           |                           |                           |                          |                          |
|                                                                          | Magalie Viallon La République en marche                                   | 9 946                     | 34,81                     | 11 521                   | 49,95                    |
|                                                                          | Régis Juanico (député sortant) Parti socialiste                           | 5 500                     | 19,25                     | 11 544                   | 50,05                    |
|                                                                          | Gilles Artigues Union des démocrates et indépendants (Les Républicains)   | 4 614                     | 16,15                     |                          |                          |
|                                                                          | Philippe Clause Front national                                            | 3 827                     | 13,40                     |                          |                          |
|                                                                          | Corinne Oumakhlouf La France insoumise                                    | 2 857                     | 10,00                     |                          |                          |
|                                                                          | Lucas Winiarski Parti communiste français (Nouveau Parti anticapitaliste) | 695                       | 2,43                      |                          |                          |
|                                                                          | Mohamed Abdirahman Parti radical de gauche                                | 358                       | 1,25                      |                          |                          |
|                                                                          | Romain Brossard Lutte ouvrière                                            | 206                       | 0,72                      |                          |                          |
|                                                                          | Andrée Rousson Extrême droite (Souveraineté, identité et libertés)        | 168                       | 0,59                      |                          |                          |
|                                                                          | Samar El Husseini Divers (Union populaire républicaine)                   | 139                       | 0,49                      |                          |                          |
|                                                                          | Loïc Le Sauder Divers                                                     | 89                        | 0,31                      |                          |                          |
|                                                                          | Bernard Sirot Extrême gauche (Parti ouvrier indépendant démocratique)     | 88                        | 0,31                      |                          |                          |
|                                                                          | Mourad Hamlaoui Divers (Parti égalité et justice)                         | 83                        | 0,29                      |                          |                          |
|                                                                          | Bénédicte Place Divers droite                                             | 0                         | 0,00                      |                          |                          |
| Source : Ministère de l'Intérieur - Première circonscription de la Loire |                                                                           |                           |                           |                          |                          |

### Élections de 2022
Les élections législatives françaises de 2022 ont eu lieu les dimanches 12 et 19 juin 2022.
| Résultats des élections législatives des 12 et 19 juin 2022 de la 1re circonscription de la Loire |                            |                          |                          |              |              |             |             |
| Candidat                                                                                          | Candidat                   | Parti et coalition       | Nuance                   | Premier tour | Premier tour | Second tour | Second tour |
| Candidat                                                                                          | Candidat                   | Parti et coalition       | Nuance                   | Voix         | %            | Voix        | %           |
|                                                                                                   | Quentin Bataillon          | LREM (ENS)               | ENS                      | 6 746        | 23,50        | 13 231      | 52,10       |
|                                                                                                   | Laetitia Copin             | EÉLV (NUPES)             | NUP                      | 6 487        | 22,60        | 12 166      | 47,90       |
|                                                                                                   | Pierrick Courbon           | PS diss.                 | DVG                      | 6 292        | 21,92        |             |             |
|                                                                                                   | Marie Simon                | RN                       | RN                       | 5 203        | 18,13        |             |             |
|                                                                                                   | Samia Dussart              | REC                      | REC                      | 1 400        | 4,88         |             |             |
|                                                                                                   | Alexia Ostyn               | UDI (UDC)                | UDI                      | 1 288        | 4,49         |             |             |
|                                                                                                   | Frédérique Colombet        | LEA (TUPV)               | ECO                      | 375          | 1,31         |             |             |
|                                                                                                   | Anne-Audrey Perrin-Patural | SE                       | DVC                      | 331          | 1,15         |             |             |
|                                                                                                   | Pascale Fedinger           | PRG                      | RDG                      | 265          | 0,92         |             |             |
|                                                                                                   | Romain Brossard            | LO                       | DXG                      | 183          | 0,64         |             |             |
|                                                                                                   | Yakup Harmanci             | UDMF                     | DIV                      | 136          | 0,47         |             |             |
| Votes valides                                                                                     | Votes valides              | Votes valides            | Votes valides            | 28 706       | 98,79        | 25 397      | 92,34       |
| Votes blancs                                                                                      | Votes blancs               | Votes blancs             | Votes blancs             | 253          | 0,87         | 1 404       | 5,10        |
| Votes nuls                                                                                        | Votes nuls                 | Votes nuls               | Votes nuls               | 98           | 0,34         | 702         | 2,55        |
| Total                                                                                             | Total                      | Total                    | Total                    | 29 057       | 100          | 27 503      | 100         |
| Abstention                                                                                        | Abstention                 | Abstention               | Abstention               | 35 530       | 55,01        | 37 113      | 57,44       |
| Inscrits / participation                                                                          | Inscrits / participation   | Inscrits / participation | Inscrits / participation | 64 587       | 44,99        | 64 616      | 42,56       |

### Élections de 2024
| Candidat                 | Candidat                 | Parti et coalition       | Nuance                   | Premier tour | Premier tour | Second tour | Second tour |
| Candidat                 | Candidat                 | Parti et coalition       | Nuance                   | Voix         | %            | Voix        | %           |
| ------------------------ | ------------------------ | ------------------------ | ------------------------ | ------------ | ------------ | ----------- | ----------- |
|                          | Pierrick Courbon         | PS (NFP)                 | UG                       | 16 778       | 40,34        | 24 032      | 60,39       |
|                          | Marie Simon              | RN                       | RN                       | 13 296       | 31,97        | 15 762      | 39,61       |
|                          | Quentin Bataillon        | RE (ENS)                 | ENS                      | 9 864        | 23,72        | Retrait     | Retrait     |
|                          | Xavier Kemlin            | app. LR                  | DVD                      | 811          | 1,95         |             |             |
|                          | Romain Brossard          | LO                       | EXG                      | 473          | 1,14         |             |             |
|                          | François Chord           | RES                      | DVD                      | 366          | 0,88         |             |             |
|                          |                          |                          |                          |              |              |             |             |
| Suffrages exprimés       | Suffrages exprimés       | Suffrages exprimés       | Suffrages exprimés       | 41 588       | 98,03        | 39 794      | 93,16       |
| Votes blancs             | Votes blancs             | Votes blancs             | Votes blancs             | 585          | 1,38         | 2 260       | 5,29        |
| Votes nuls               | Votes nuls               | Votes nuls               | Votes nuls               | 250          | 0,59         | 661         | 1,55        |
| Total                    | Total                    | Total                    | Total                    | 42 423       | 100          | 42 715      | 100         |
| Abstention               | Abstention               | Abstention               | Abstention               | 21 540       | 33,68        | 21 275      | 33,25       |
| Inscrits / participation | Inscrits / participation | Inscrits / participation | Inscrits / participation | 63 963       | 66,32        | 63 990      | 66,75       |

#### Département de la Loire
- La fiche de l'INSEE de cette circonscription : « Tableaux et Analyses de la première  circonscription de la Loire », sur insee.fr, site de l'Institut National de la Statistique et des Études Économiques (consulté le 10 juin 2007) [PDF]

- « Tous les députés du département de la Loire depuis 1789 », sur assemblee-nationale.fr, site de l'Assemblée nationale française (consulté le 10 juin 2007)

- « Informations contentieuses sur le département de la Loire (Élections législatives de 2002) »(Archive.org • Wikiwix • Archive.is • Google • Que faire ?), sur conseil-constitutionnel.fr, site du Conseil constitutionnel (consulté le 13 juin 2007)

#### Circonscriptions en France
- « Carte des circonscriptions législatives en France », sur assemblee-nationale.fr, site de l'Assemblée nationale française (consulté le 10 juin 2007)

- « Résultats électoraux officiels en France »(Archive.org • Wikiwix • Archive.is • Google • Que faire ?), sur interieur.gouv.fr, site du ministère de l'Intérieur (France) (consulté le 13 juin 2007)

- Description et Atlas des circonscriptions électorales de France sur http://www.atlaspol.com, Atlaspol, site de cartographie géopolitique, consulté le 13 juin 2007.